# Cihan Yıldız
Cihan Yıldız (* 3. März 1995 in Gelsenkirchen) ist ein deutsch-türkischer Fußballspieler.

## Karriere
Yıldız spielte in der Nachwuchsabteilung von FC Schalke 04. Im Sommer 2013 wechselte er dann in die Jugend vom Erzrivalen Borussia Dortmund und spielte hier eine Saison lang.
Zur Saison 2014/15 wechselte er in die türkische Süper Lig zum Aufsteiger Istanbul Başakşehir. Bei diesem Klub wurde er eine Saison lang entweder in der Reservemannschaft oder in Pokalspielen der Profimannschaft eingesetzt.
Für die Saison 2015/16 lieh ihn sein Klub an den Zweitligisten Kayseri Erciyesspor und für die Saison 2016/17 an den Drittligisten Kastamonuspor 1966 aus.